# 2730 Баркс
2730 Баркс (2730 Barks) — астероїд головного поясу, відкритий 30 серпня 1981 року.
Тіссеранів параметр щодо Юпітера — 3,337.